# 谷山浩子のオールナイトニッポン
谷山浩子のオールナイトニッポンはニッポン放送の深夜放送オールナイトニッポンの木曜二部で、シンガーソングライターの谷山浩子がパーソナリティを担当したラジオ番組。1982年4月8日放送開始、1986年4月3日放送終了。

## 放送時間
- 毎週木曜日27:00〜29:00

## 概要
- オープニングは『てんぷら☆さんらいず』。ワンコーラス目に歌が入っていて、ツーコーラス目からはカラオケになっている。CMフィラーはCOSMOS-keyboards trio-のLP『MUSITOPIA』、『BOURBON SUITE』からの曲が流れていた（1984年時点）[1]。
- 第二部はローカルスポンサーのため、全国ネットでの提供は無かった。そのため「この放送は全国ねこの森ネットでお送りいたします」と言うオープニングがあった[2]。しかし、本番組では番組宛に送られたプレゼント（主に缶飲料や軽食菓子類などの夜食）を「提供」と称して送った人の名前を番組の最初でまとめて放送していた。ある回では、ディレクターが敢えて退席したスタジオで、これらリスナーからのプレゼントを放送時間の二時間丸々使ってひたすら紹介し続けたということがあった[3]。
- 当時オールナイトニッポン2部史上最高の聴取率を記録し、本番組が放送されていた4年間は「2部の顔」としての存在感を示していた[4]。ただ、末期は生放送ではなく昼間に収録したものを放送していたことが度々あった[5]。
- ディレクターの森谷和郎が出しゃばって番組に出演することが多かった。構成作家の寺崎要は基本的に谷山の相手をする形式だったが、次第に欠席するようになり、番組に来ない期間が数ヶ月にもなるということもあった。同時期に構成を行っていた中島みゆきのオールナイトニッポンの方は「大物タレントだから」という理由で必ず出ていた。番組は欠席するが、ギャラや交通費は請求するということがネタにされた。マイナーなタレントであるパーソナリティの谷山に対して、本来一スタッフである彼らが大きな態度に出るというスタイルを取っていた。
- 自称メルヘン歌手である谷山に、スタッフが下品な台本や投稿などを読ませるという、現在から考えればセクハラ的な趣向がひとつの売りとなっていた。谷山自身もそれを楽しんでいた節がある。
- 森谷ディレクターの主導により、セミアマチュアバンドのオールナイターズを結成し、まるごとライブ番組とすることも不定期に行われた（オールナイトフジのオールナイターズとは関係無い）。
- 番組まるごと谷山のコンサートの模様を流す構成となることもあった。
- 放送当時、1部はビートたけしのオールナイトニッポンであったが、2部の谷山が1部に出演する事は無く、またビートたけしも2部に出演する事はなかった。だが、一度だけ、2部開始早々、帰ろうとしたたけしたちがスタジオ近くで騒いでいた声が放送され、谷山が「たけしさん、お願いですから帰って下さい」と懇願した事がある。ただし、たけしもすぐに帰ってしまったので、トーク等は行っていない。最終回のオープニングではたけしから谷山に花束が渡されている。
- エンディングでは、尺が押して『おはようございますの帽子屋さん』のままフェイドアウト、由紀さおりの『夜明けのスキャット』、『ビタースウィート・サンバ』が流れた後三浦弘とハニー・シックスの『オールナイトで朝帰り』など時期によってエンディング曲が違った。
- 2012年5月8日放送「上柳昌彦 ごごばん!」の“トークセッション”コーナーに谷山がゲスト出演した際、当時のエピソードとして本人が語ったところによると、番組末期の1年間は、ニッポン放送の番組制作上の都合から生放送ができず、録音での放送となっていたという[6]。
- 2部を4年間担当したのは当時の最長記録であり、2018年度末に三四郎のオールナイトニッポン0が到達するまでの30年以上にわたり唯一であった。2020年以降は2部を4年間以上担当するパーソナリティもコンスタントに登場している。

## コーナー
- いい女

視聴者の手紙を元に、「いい女」を紹介する。テーマミュージックは難波弘之「永遠へのパスポート」。
- にゃんにゃん伝言板

リスナーから特定の人あてに伝言を伝える番組冒頭のコーナー。同時期に放送していて1985年3月に終了した、ニッポン放送の番組「谷山浩子のニャンニャンしてネ!」からコーナーだけを引き継いで、1985年4月より登場した。
- 浩子の人生相談（→浩子の恋ひとすじ）

バイオリズム、名前の母音、血液型から相手との相性を診る。
- 真夜中の男女交際

文通希望のリスナーが自己紹介のテープを吹き込みそれを放送するコーナー。「浩子の人生相談（浩子の恋ひとすじ）」からコーナーが引き継がれ、内容が変化したもの。
- 漫画予告編

現在発売中の漫画の一部を読み上げ、それが何という漫画かリスナーが当てるコーナー。テーマ曲は『バイヤム・バンバン』という曲。漫画家ベストテン、キャラクターベストテンを発表していた時期もあった。
- ザ・ベストスリー（→ザ・トップスリー）

組織票OKのリクエスト大会。そのため、音源を送ってくる条件で中学校の校歌やリスナー自作曲等が流れた。
- 浩子の深夜童話館（→恐怖の影）

盗作OKでメルヘンの世界を紹介するとの触れ込みであったが、実際には、下ネタや谷山の容姿をネタにする小話のコーナーだった。
- 真夜中のお客様（→浩子の部屋）

ゲストを招いてインタビューするコーナー。
- 太陽に、やあ!

明るくなろうとしてもなりきれないリスナーに、谷山が「やあ!」と声をかけてくれるコーナー。
- 勝手ににゃんにゃんするな

実名でリスナーの恨みのある相手を糾弾する。「太陽に、やあ!」のコーナーと交替する形で登場した人気コーナー。
- がんばれ!大洋ホエールズ

谷山、及びマネージャーの斉藤克哉が大洋ホエールズファンであったため作られた、大洋について語るコーナー。BGMは大洋ホエールズ球団歌『行くぞ大洋』。
- 走れ!ヘッドライト　〜コックピットのあなたへ〜

深夜に働いている人に電話をかけるコーナー。実際には、架空の商売などをでっちあげてなりすましたリスナー等にインタビューする内容であった。
- 緊急ティーチ・イン

不定期に突如登場するコーナーで、上柳昌彦とうさぎの関係について議論することが多かった。最終回では、ラジオのレギュラーもなくなりこれからの谷山をどうするかについての議論が行われた。テーマ曲は『超時空世紀オーガス』の「自由を求めて」。
- 週刊オールナイトガイド・夕焼け森ちゃん／朝焼け森ちゃん

森谷ディレクターが、リスナーからのオールナイトニッポンの裏側に対する質問を受け付けて、それに答えるコーナー。多くはふざけた回答であったが、普段は一般に知られないラジオ放送局の事情を聞くことができた。このコーナーに限らず、森谷ディレクターは自ら放送用のテープ編集を実演してみせるなど、ラジオ放送の裏側の実態を暴露することを好んでいた節がある。
- おはようございますの朝食屋さん

エンディングコーナー。リスナーに電話をつなぎ、何か朝食を食べながら会話する。
- （名前のないコーナー）

一時期「おはようございますの朝食屋さん」の前に行われており、谷山自身が思ったことや感じたことなどを真面目に語っていた。特にコーナー名はない。トークのあとに谷山の曲を流すのが通例となっていた。
※括弧内はコーナー名が変更されたもの。構成作家の寺崎要が仕事をしている振りをするために、内容はそのままで1984年5月10日よりコーナー名だけを変更した。寺崎は構成の方針を「小学一年生方式」として、リスナーの中心を浪人生と想定し、小学館の学習雑誌のように毎年リスナー（読者）が入れ替わっていくので、内容が変わらなくても飽きられることはないと考えていた。

## オールナイターズ・ライブ
不定期に、番組スタッフなど関係者をメンバーとして「オールナイターズ」と称し番組全体をライブ演奏番組とすることがあった。森谷ディレクターの個人的趣味が反映されたもので、番組中にリハーサルをしながら演奏するというハチャメチャな内容であったが、意外なことにその回は聴取率が高かったと言われる。フジテレビのオールナイトフジのオールナイターズとは無関係。
オールナイターズ・ライブが行われた回
- 第一回　1983年6月9日
- 第二回　1983年9月8日
- 第三回　1984年1月12日
- 第四回　1984年6月14日
- 最終回　1986年4月3日

## スタッフ

### ディレクター
- 初代:森谷和郎（放送開始〜1985年3月28日）（2007年現在:ニッポン放送取締役）
- 二代目:鳥谷規（1985年4月4日〜1985年9月26日）
- 三代目:秋山たかゆき（通称:梅さん）（1985年10月3日〜放送終了）

### 構成作家
- 寺崎要（通称:ポチ）
- 鈴木ひろし

### ミキサー
- 松田てつお（通称:トシ）

## ゲスト
谷山が曲を提供した歌手や音楽の仕事上の仲間、あるいは漫画家がゲストとして招かれることが多かった。森谷ディレクターは、漫画に精通しているラジオパーソナリティが他にほとんどいなかったために、漫画の宣伝のためこの番組にゲスト出演することが利権になっていると、冗談とも本気ともつかない発言をしていた。

### 1982年
| 放送日  | ゲスト   | 内容                                                                           |
| ------- | -------- | ------------------------------------------------------------------------------ |
| 9月??日 | 野沢那智 | 漫画予告編、アップルツリー（再演の公告）、青山レイニーナイトを谷山と野沢が歌う |

### 1983年
| 放送日   | ゲスト                   |
| -------- | ------------------------ |
| 6月23日  | 生沢佑一                 |
| 7月7日   | 魔夜峰央                 |
| 7月14日  | 中村貴之                 |
| 7月21日  | TARAKO                   |
| 8月4日   | 雅夢                     |
| 8月11日  | 三浦弘とハニー・シックス |
| 9月1日   | 伊藤敏博                 |
| 10月20日 | 小林千絵                 |
| 11月3日  | 飯島真理                 |
| 11月24日 | 鳥谷規                   |
| 12月1日  | 明日香                   |
| 12月22日 | 富田靖子                 |

## ピンチヒッター・休止
- 1982年8月19日:石川優子（谷山浩子がおたふく風邪で自宅療養のため）
- 1983年9月29日:上柳昌彦（谷山浩子が風邪のため）
- 1984年7月19日:ニッポン放送30周年記念番組
- 1985年6月13日:井上明子（谷山浩子がヨーロッパ旅行のため）

## 一夜限りの復活
- 2007年1月20日27:00 - 29:00「オールナイトニッポンR スペシャルナイト」
- 2012年5月11日22:00 - 23:50「オールナイトニッポンGOLD オールナイトニッポン45周年特別企画」
- 2013年2月23日28:00 - 29:00「オールナイトニッポン45時間スペシャル」

## 谷山浩子のオールナイトニッポンモバイル
- 2017年からニコニコチャンネルで配信。毎週火曜更新(毎月最終週をのぞく[要出典])。